# Turbo B

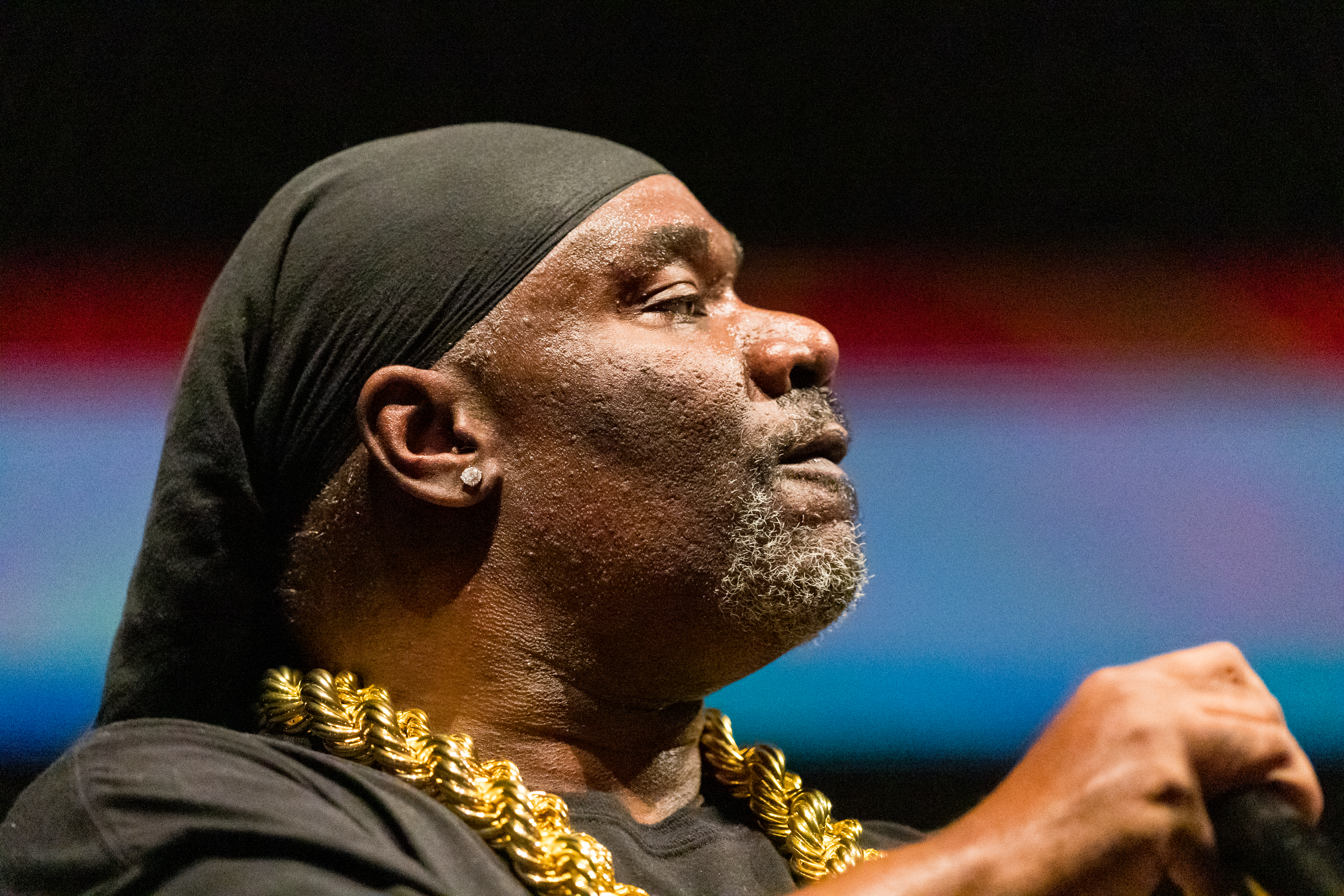
Turbo B bei Sunshine live „Die 90er – Live on Stage“ (2018)

Turbo B (* 30. April 1967 in Pittsburgh, Pennsylvania; bürgerlich Durron Maurice Butler) ist ein US-amerikanischer Rapper und ehemaliges Mitglied von SNAP!.

## Leben
Butler spielte in seiner Jugend Schlagzeug. Er trat der United States Army bei und wurde 1985 in Friedberg (Hessen) stationiert. Nach dem Verlassen der Armee tourte er mit den Fat Boys. Er war zusammen mit u. a. Moses Pelham und Mark Spoon Teil der Frankfurter Hip-Hop-Crew We wear the crown und veröffentlichte im Jahr 1989 beim Offenbacher Label Logic Records mit Pelham eine gemeinsame Single. 1990 wurde er von den dortigen Musikproduzenten Michael Münzing und Luca Anzilotti für deren Projekt Snap! als Rapper und Frontmann engagiert. Die erste Single The Power mit den Rap-Einlagen Butlers wurde ein internationaler Erfolg. Allerdings zerstritt er sich nach dem Erscheinen des zweiten Albums mit den Produzenten und verließ die Band 1992.
Butler versuchte eine Solokarriere aufzubauen und veröffentlichte 1993 das Album Make Way For The Maniac bei Polydor, aus dem vier Singles ausgekoppelt wurden. Im Jahr darauf gründete er die Band  Centory, die mit zwei Auskopplungen aus dem bei der EMI Group erschienenen Album Alpha Centory mittlere Chartpositionen erreichte. Nach Beendigung der auf das Album folgenden Tournee verließ Butler die Band.
1999 rappte er auf Victoria Silvstedts Single Rocksteady Love und trat auch im dazugehörigen Musikvideo auf. Als Snap! im folgenden Jahr einen Comebackversuch startete, wurde Butler von den Produzenten zurückgeholt. Die Single Gimme a Thrill konnte sich jedoch nicht in den Charts platzieren und das Projekt wurde wieder eingestellt. 2003 produzierte Master Blaster mit Butler die Single Ballet Dancer, die sich in Deutschland und Österreich in den Top 40 platzieren konnte. 2005 erschien mit New Day eine weitere Solo-Single, die jedoch keine größere Beachtung fand.
2014 engagierte die Band Susanne Blech den Rapper für das Lied Killer is a Man Who Don't Fuck with the Music.

## Diskografie

### Alben
- 1993: Make Way for the Maniac

### Singles
- 1992: I’m Not Dead
- 1993: Get Wild
- 1993: Nice & Smooth
- 1993: What You See
- 2005: New Day